# Jovan Čirlič
Akademik Jovan Čirlič (2. ledna 1920 Sremska Kamenica (Jugoslávie) – 13. listopadu 1986 Liberec) Po pohnutém mládí, které prožil v Jugoslávii v době druhé světové války, kde se mimo jiné aktivně zapojil do odboje jako partyzán, byl později v poválečném Československu významnou akademickou osobností a profesorem v oboru textilní materiály Vysoké školy strojní a textilní v Liberci. Významným dílem přispěl k rozvoji zázemí VŠST.
Akademik Jovan Čirlič studoval v letech 1938–1941 na bělehradské technice, ale v dubnu 1941, po okupaci Jugoslávie nacistickými vojsky musel studium přerušit a zapojil se do partyzánského odboje. V roce 1942 je uvězněn zprvu v koncentračním táboře Jasenovac v Chorvatsku, dále pak v Protektorátu Čechy a Morava poblíž Nového Světa u Olomouce, odkud začátkem roku 1945 uprchl. Po útěku z koncentračního tábora se aktivně účastnil českého domácího odboje. Vysokoškolská studia dokončil v letech 1945–1948 na VUT v Brně (zde získal titul inženýra a doktora technických věd) a dále se vzdělával od roku 1948 na Přírodovědecké fakultě v Brně kde byl v roce 1952 promován doktorem přírodních věd. Svou akademickou kariéru zahájil v letech 1949–1953 jako asistent na brněnském VUT. Od roku 1963 byl profesorem a dále v letech 1966–1969 a 1973–1985 rektorem na Vysoké škole strojní a textilní v Liberci. V roce 1975 jej ČSAV zvolila korespondentem a v roce 1977 akademikem. Věnoval se výzkumu textilních materiálů, především využívání syntetických vláken ve vlnařském průmyslu. Jako pedagog se podílel na přípravě návrhu optimalizace a racionalizace studia na technických vysokých školách.
Za jeho působení ve funkci rektora VŠST došlo v roce 1977 ke zkrácení pětiletých studijních programů na 4 roky. Tento krok se však setkal u mnohých s kritikou. V roce 1977 došlo k zahájení prací na výstavbě nových kolejí a přilehlých sportovišť ve Starém Harcově.